# プジュット
プジュット(Pujut)は、インドネシア、ロンボク島南部に位置する郡。行政区分上は、西ヌサ・トゥンガラ州中部ロンボク県に属する。南部のマンダリカでは、リゾート開発が行われている。

## 観光地

### マンダリカ

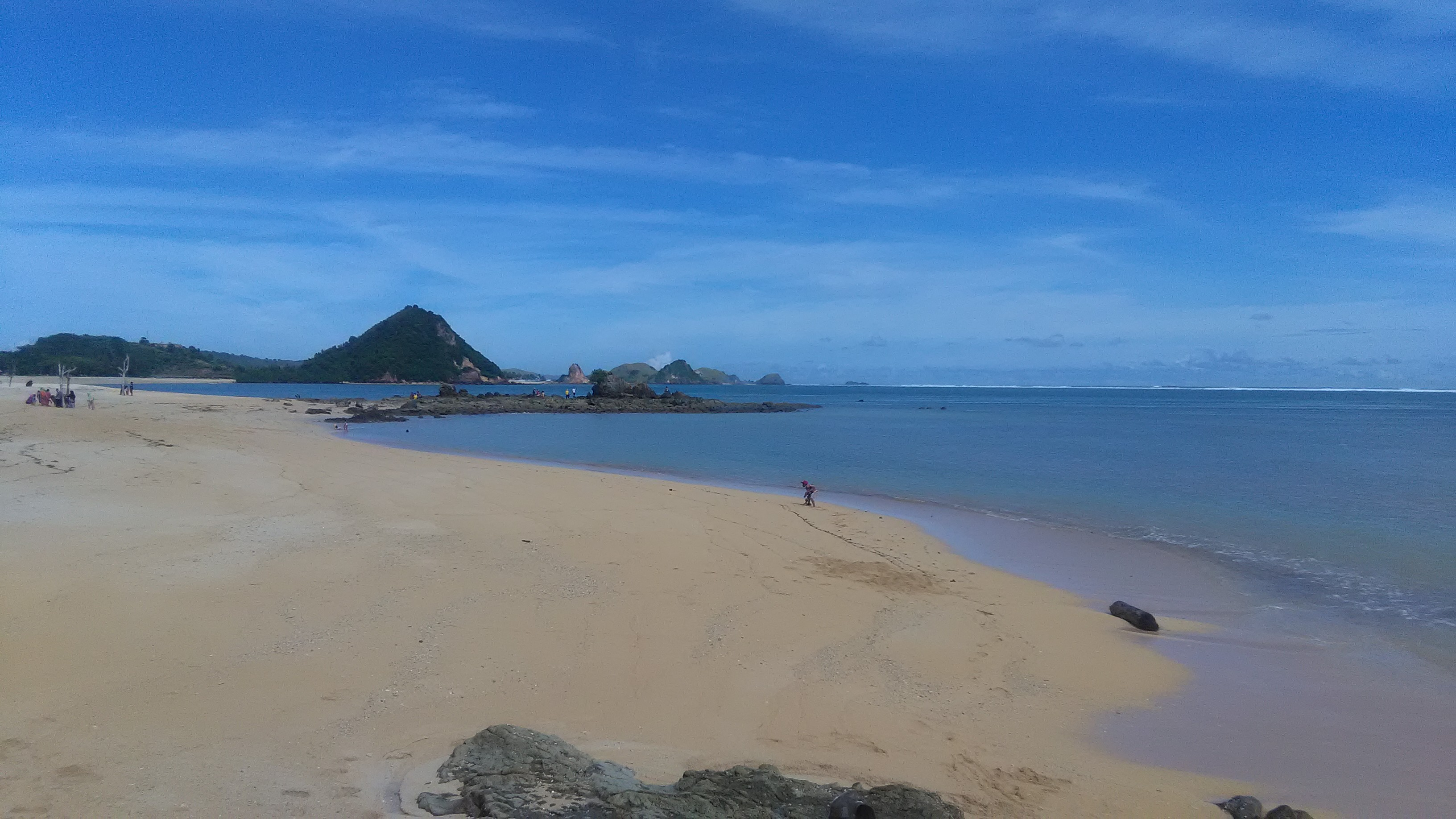
クタビーチ

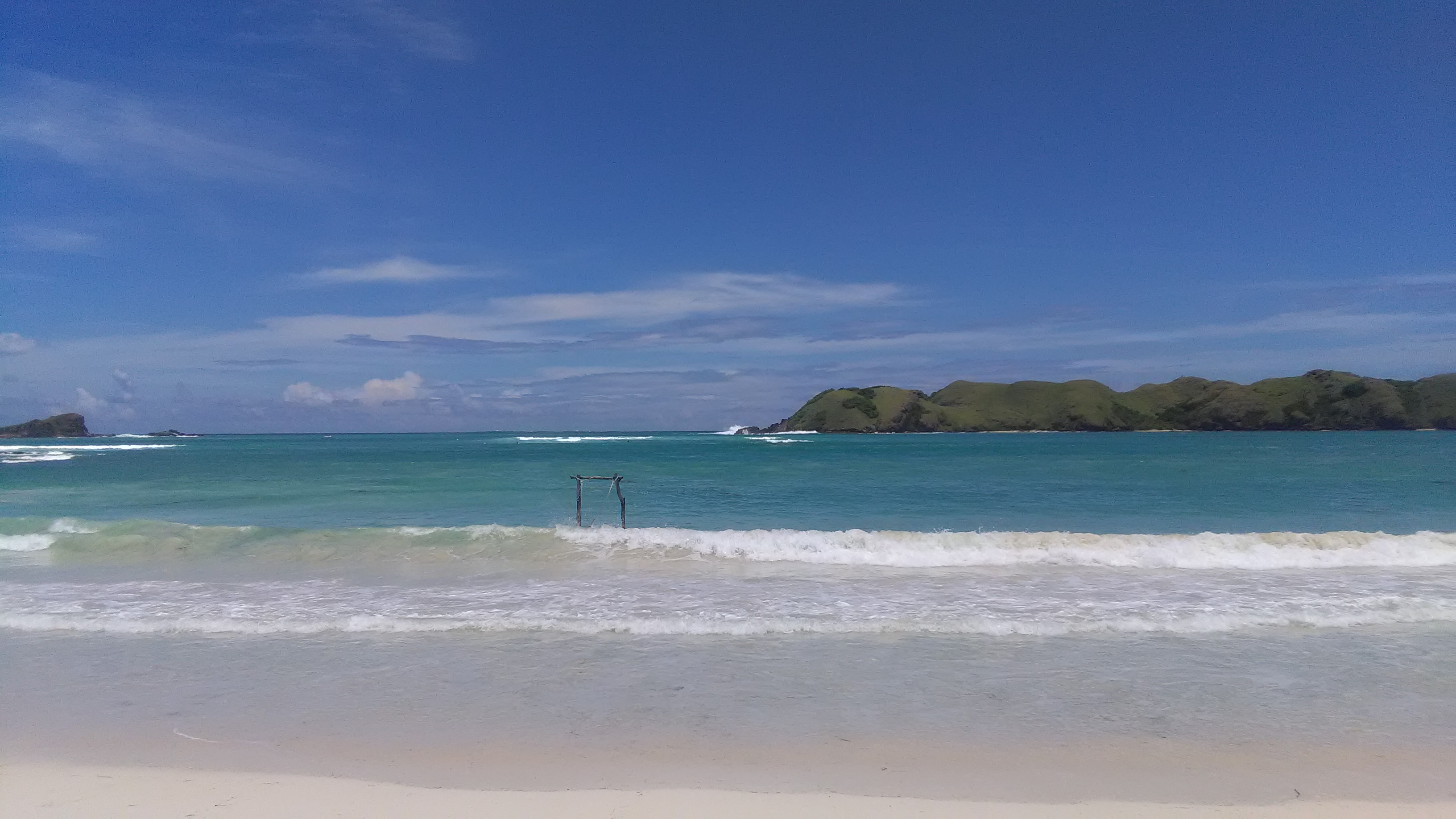
タンジュンアンビーチ

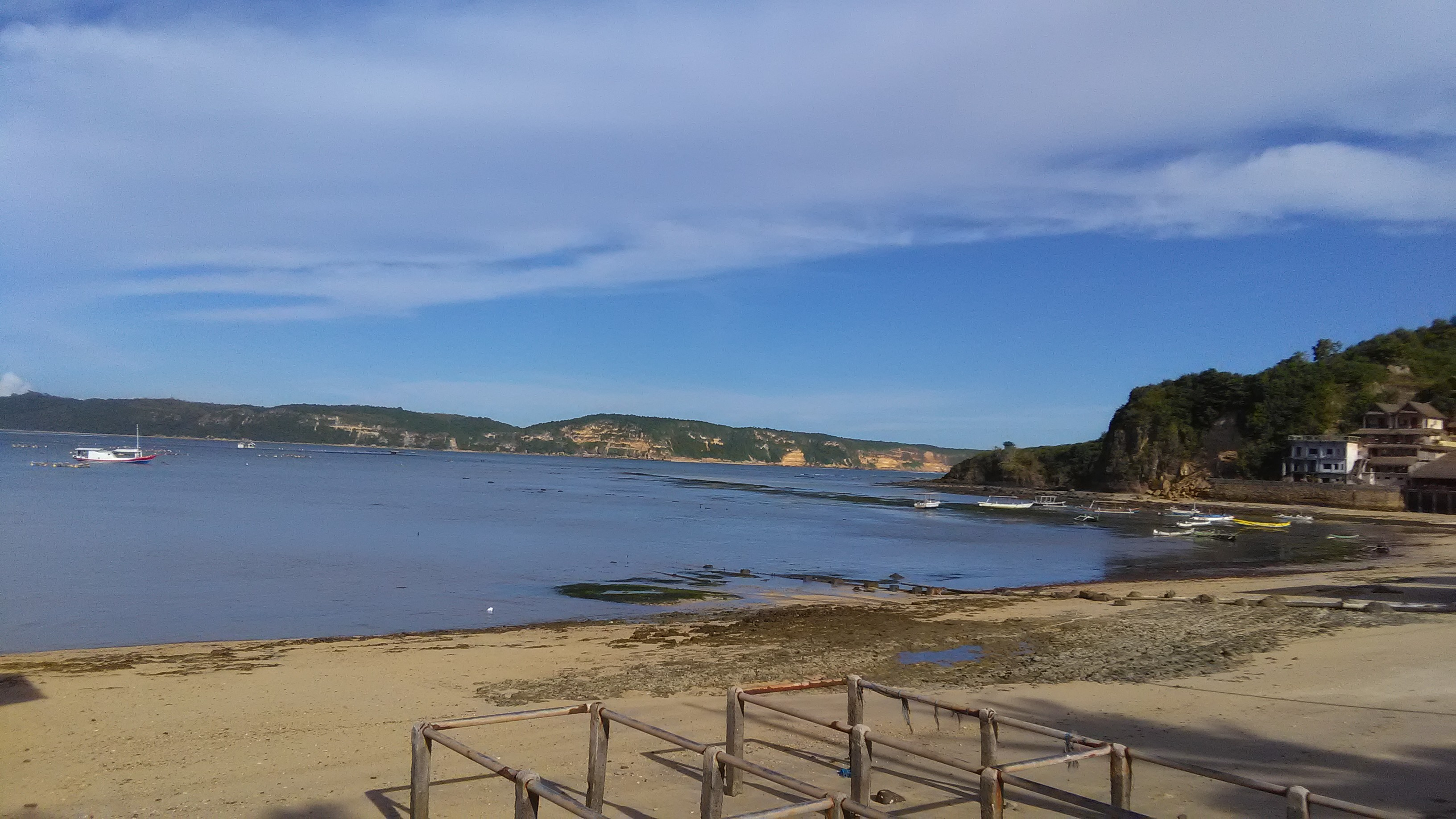
グルプックビーチ

マンダリカ(Mandalika)は、南部の1,179ヘクタールの土地につくられる予定のマリンリゾートで、開発費用は3000億円と見積もられている。開発は20年から30年かけて行われる予定。経済特区に指定されている。
マンダリカには、クタビーチ、セゲールビーチ、タンジュンアンビーチ、ケリウビーチ、グルプックビーチの5つのビーチがある。サーフスポットとして有名で、インドネシア国内外からサーファーが集まる。
西部には高級住宅街が、東部には高級ホテルやヴィラがつくられる予定。海港、F1サーキット、イベント・コンサートホール、テーマパーク、ハイテクパーク、海中公園などをつくる計画もある。
2011年10月21日、スシロ・バンバン・ユドヨノ大統領が、マンダリカ・リゾート開発プロジェクトの式典に出席し、開発に関する6つの書類に署名した。
2012年6月からクタエリアで開発が始まり、土地の取得が完了した。
2015年12月に開発を加速させている。
2021年、プルタミナ・マンダリカ・インターナショナル・ストリート・サーキットが完成。2022年2月にはロードレース世界選手権のシーズン前合同テストが開催され、同年3月には25年ぶりとなるインドネシアグランプリが開催。

### サデ

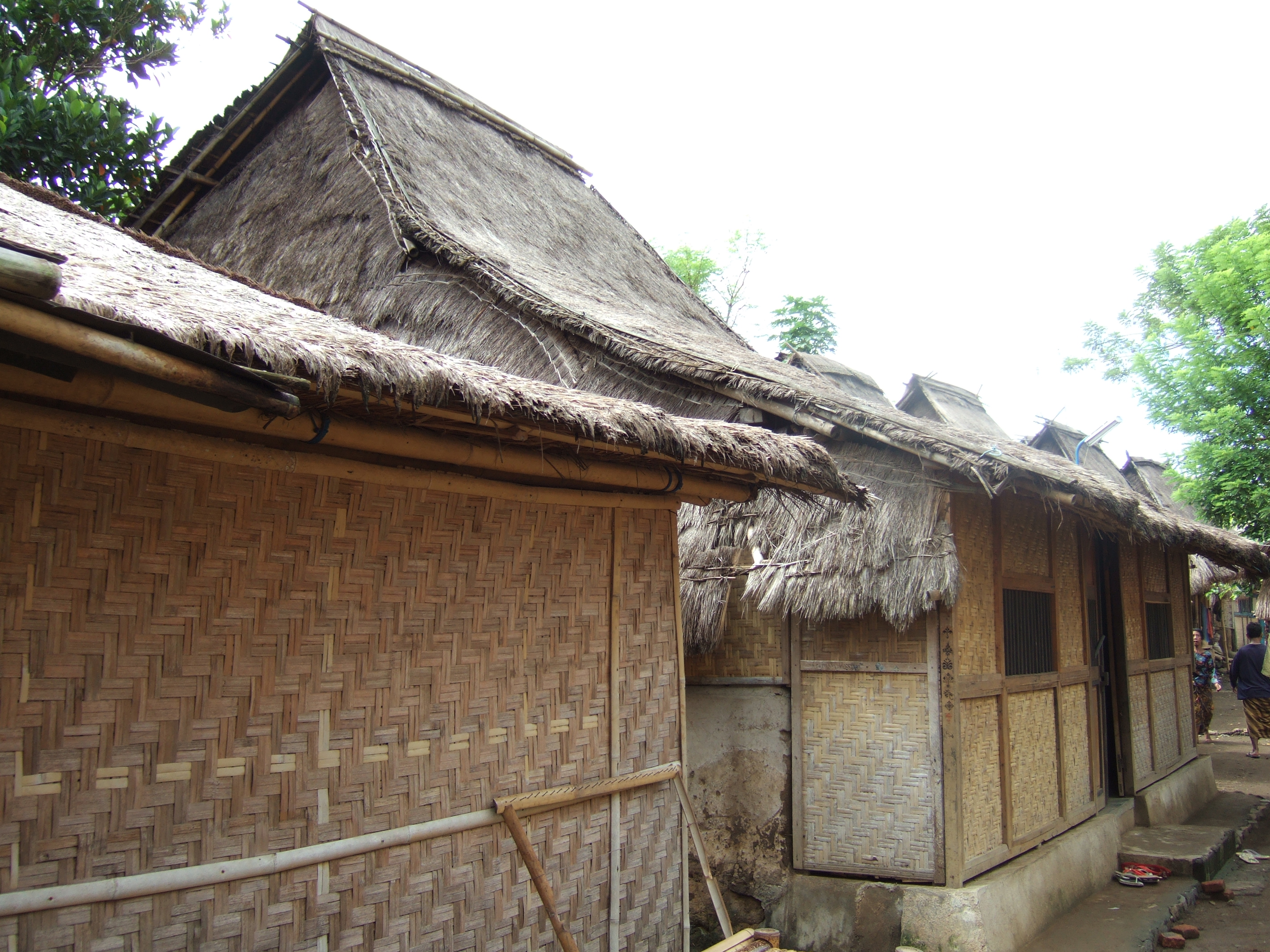
サデの伝統的な家屋

サデ(Sade)は、中部に位置する村で、伝統的な家屋が多く見られる。

## 交通

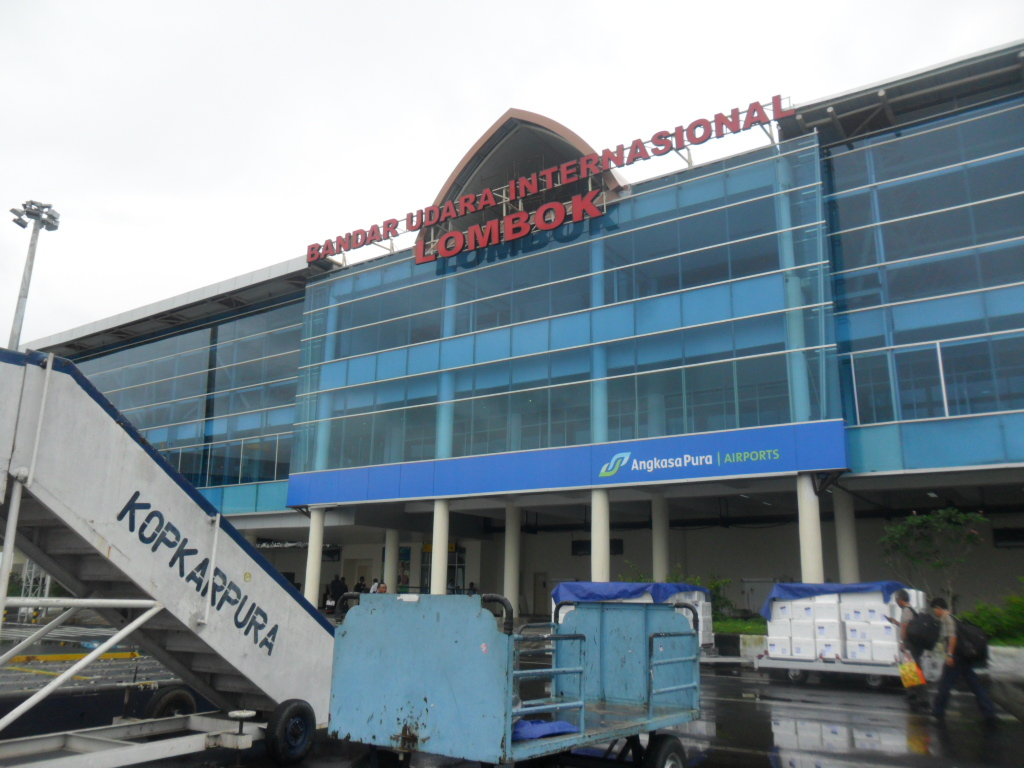
ロンボク国際空港

プラヤとの郡境(プジュットの北部)にあるロンボク国際空港からバスやベモ、タクシーが出ている。ロンボク国際空港からマンダリカまでは約40分。